# Number 9 Dream
"#9 Dream" es una canción escrita por el músico británico John Lennon e incluida en el álbum de 1974 Walls and Bridges. Fue publicada como segundo sencillo del álbum en enero de 1975, con el tema "What You Got" como cara B.
Supone una continuación en la fascinación de Lennon por el número 9 y la influencia en su vida tras el tema "Revolution 9", incluido en el Álbum Blanco de The Beatles. Los coros del tema son interpretados por May Pang, compañera sentimental de Lennon durante el periodo conocido como "Lost Weekend".
Según Pang, "#9 Dream" tuvo dos títulos provisionales: "So Long Ago" y "Walls and Bridges". Asimismo, Pang afirmó que la frase repetida en los coros de la canción, "Ah! böwakawa poussé, poussé", fueron fruto de un sueño de Lennon y no tienen ningún significado especial. Lennon adaptaría y arreglaría el tema en pos de su sueño, añadiendo un título y una atmósfera específica al incluir un chelo al fondo de la música. En una entrevista, Lennon afirmaría que la canción fue compuesta por el espíritu de la "habilidad" y no por una verdadera inspiración.
El arreglo de cuerdas que en un principio contribuirían al tema "Many Rivers to Cross" de Harry Nilsson acabarían por formar parte de "#9 Dream".

## El número 9
El número 9 se repite de forma indefinida a lo largo de la vida de Lennon, llegando a conformar un significado metafísico para el propio Lennon. Algunas de las anécdotas que contribuyen a exaltar el número 9 como clave en la vida de Lennon son las siguientes:
- "#9 Dream" alcanzó el puesto 9 en las listas de éxitos de Estados Unidos.
- Lennon nació el 9 de octubre de 1940.
- Su hijo Sean Lennon nació el 9 de octubre de 1975, día del trigesimoquinto cumpleaños de John.
- Brian Epstein vería por primera vez a Lennon y The Beatles en The Cavern el 9 de noviembre de 1961 y firmarían un contrato con EMI el 9 de mayo de 1962.
- Lennon conoció a Yoko Ono el 9 de noviembre de 1966.
- La portada de Walls and Bridges muestra un dibujo de Lennon, realizado a la edad de once años, con un jugador de fútbol que porta el número 9 en el dorso de su camiseta.
- De forma adicional a "#9 Dream", Lennon escribiría los temas "Revolution 9" y "One After 909".
- Las dos personas más importantes en la vida de Lennon, Paul McCartney y Yoko Ono, nacieron el 18 de junio y el 18 de febrero, fechas que dan 9 al dividir sus cifras.
- Lennon fue asesinado a las 10:50 de la noche el 8 de diciembre de 1980, 9 de diciembre en su lugar natal por la diferencia horaria.

## Versiones
- En 2006, el grupo noruego a-ha grabó una versión de "#9 Dream" para Amnistía Internacional.
- R.E.M. versionaron el tema para el álbum de 2007 "Instant Karma: The Amnesty International Campaign to Save Darfur".
- Igual que R.E.M., a-ha también versionaron la canción. Sin embargo, sólo se encuentra en el álbum, no fue lanzada como sencillo.
- En 2011, Andrea Corr grabó una versión para su álbum.